# Manuel Salsinha

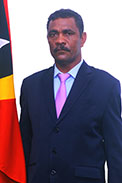
Manuel Salsinha

Manuel Soares Salsinha (* 8. August 1965 in Aituto, Portugiesisch-Timor) ist ein Politiker aus Osttimor und Mitglied der Partei Congresso Nacional da Reconstrução Timorense (CNRT).
2015 folgte Salsinha als Nachrücker für den verstorbenen Mateus de Jesus in das Nationalparlament Osttimors und ist hier Mitglied der Kommission für Beseitigung der Armut, ländliche und regionale Entwicklung und Gleichstellung der Geschlechter (Kommission E). Bei den Wahlen 2017 stand Salsinha nur noch als Ersatzkandidat auf der Wahlliste des CNRT auf Platz 85 und schied damit aus dem Parlament aus.